# Aniello Dellacroce
Aniello John "Neil" Dellacroce (15 de marzo de 1914 – 2 de diciembre de 1985) fue un mafioso estadounidense y subjefe de la familia criminal Gambino. Llegó a la posición de subjefe luego de que el jefe de la familia Carlo Gambino hiciera a un lado a Joseph Biondo. Dellacroce fue un mentor del futuro jefe de la familia John Gotti.

## Primeros años
Dellacroce nació el 15 de marzo de 1914 en Nueva York, hijo de Francesco y Antoinette Dellacroce, inmigrantes italianos de primera generación. Creció en Little Italy en Manhattan. Su apodo "Neil" fue una americanización de "Aniello". Dellacroce tuvo un hermano, Carmine. Aniello se casó con Lucille Riccardi. Tuvieron cuatro hijos.
De adolescente, Dellacroce se convirtió en asistente de una carnicería pero el trabajo era escaso y optó por el crimen. Fue encarcelado una vez por robo menor. Dellacroce algunas veces iba por Manhattan vestido como un sacerdote y se hacía llamar el "Padre O'Neil" para confundir tanto a la policía como a mafiosos rivales. Dellacroce supuestamente cometió un asesinato vestido como sacerdote. También supuestamente utilizó un doble para algunos eventos públicos.
A Aniello Dellacroce le gustaba asesinar personas. "Le gusta ver a la cara de una víctima, como un tipo de angel maligno, en el momento de la muerte", según un agente federal familiarizado con Dellacroce.

## Carrera criminal
A fines de los años 1930, Dellacroce se unió a la familia criminal Mangano, antecesora de la familia Gambino, y pronto se involucró con el subjefe Albert Anastasia. Luego de la desaparición del jefe de largo tiempo Vincent Mangano, Anastasia se convirtió en jefe de la familia y promovió a Dellacroce a capo. Debido a su cara cuadrada, algunos miembros de la familia lo apodaron "El polaco", un sobrenombre que nunca lo usaron frente a él.
Dellacroce luego se convirtió en el mentor de John Gotti. Compró el Ravenite Social Club en Little Italy, que pronto se convirtió en un club social muy popular entre los miembros de la familia y en el cuartel general de Dellacroce. El 25 de octubre de 1957, unos pistoleros asesinaron a Anastasia en una barbería de un hotel de Manhattan. Carlo Gambino, entonces, tomó el control de la familia.
En 1965, Gambino removió al anciano Joseph Biondo de su posición de subjefe y nombró a Dellacroce para reemplazarlo.
Según registros de la Comisión Knapp, que investigó la corrupción policial en varias industrias a inicios de los años 1970, Dellacroce y otros mafiosos estaban involucrados en bares que atendían, fuera de horario, a homosexuales en West Village, Manhattan.
En 1971, Dellacroce fue sentenciado a un año en una prisión estatal por cargos de desacato al negarse a responder las preguntas del gran jurado sobre crimen organizado. El 2 de mayo de 1972, Dellacroce fue acusado de evasión de impuestos federales. Como contraprestación por la paz en el sindicato, la Yankee Plastics Company of New York le dio 22 500 acciones con un valor de $112 500. Fue acusado de no pagar el impuesto a la renta federal respecto de estas acciones. En marzo de 1973, Dellacroce fue condenado a 5 años por evasión de impuestos y más una multa de $USD 15,000.
El 15 de octubre de 1976, Carlo Gambino murió en su casa de causas naturales. Contra toda expectativa, había nombrado como su sucesor a Paul Castellano sobre su subjefe Dellacroce. Al parecer Gambino creyó que su familia criminal se beneficiaría del enfoque de Castellano en los negocios de cuello blanco. Dellacroce, en ese momento, estaba en prisión por evasión de impuestos y no pudo contestar a la sucesión de Castellano.
La sucesión de Castellano fue luego confirmada en una reunión del 24 de noviembre, con la presencia de Dellacroce. Castellano dispuso que Dellacroce se mantuviera como subjefe mientras manejaba, además, los negocios tradicionales de la Cosa Nostra como la extorsión, robo y usura. Mientras Dellacroce aceptó la sucesión de Castellano, el acuerdo en efecto dividió a la familia Gambino en dos facciones rivales.
En 1979, junto con Anthony Plate, fue arrestado por el asesinato en 1974 de un corredor de apuestas neoyorquino llamado Charles Calise. El FBI creyó que Dellacroce había ordenado a Plate que asesinara a Calise porque era un informante. Durante el juicio, Plate desapareció. El caso terminó en juicio nulo.
El 25 de febrero de 1985, Dellacroce fue acusado junto con los líderes de las otras Cinco Familias de Nueva York como parte del Juicio a la Comisión de la Mafia. El 28 de marzo de 1985, Dellacroce, junto con su hijo Armand y ocho más, fueron acusados de cargos federales de racketeering cometidas por dos pandillas en Nueva York y Long Island. En junio de 1985, un cómic de Doonesbury mostrando a Frank Sinatra y Dellacroce juntos y diciendo que Dellacroce fue acusado del asesinato de Calise terminó generando que varios periódicos decidieran no publicar la tira cómica. El 1 de julio de 1985, Dellacroce y los otros líderes de la mafia neyorquina se declararon no culpables a un segundo grupo de cargos de racketeering dentro del mismo juicio.

## Muerte y consecuencias
Dellcoce murió el 2 de diciembre de 1985 de cáncer, a los 71 años de edad, en el hospital María Inmaculada de Queens. Fue enterrado en el Saint John's Cemetery.
Luego de la muerte de Dellacroce en 1985, Castellano revisó su plan de sucesión nombrando a Thomas Bilotti como subjefe y elaborando planes para quebrar la pandilla de John Gotti. Gotti se enfureció con Castellano tanto por planear deshacerse de él como la inasistencia de éste al funeral de Dellacroce, Gotti por su parte resolvió matar a su jefe. 
Cuando Frank DeCicco le contó a Gotti que él, DeCicco, tendría una reunión con Castellano y otros mafiosos de la familia Gambino en el Sparks Steak House el 16 de diciembre de 1985, Gotti decidió tomar la oportunidad. La noche de la reunión, cuando el jefe y el subjefe llegaron, fueron emboscados y disparados por asesinos bajo el mando de Gotti. Gotti obserbó el asesinato desde su automóvil junto a Sammy Gravano.
En abril de 1988, el hijo de Dellacroce, Armond, murió mientras se escondía en las montañas Pocono de Pensilvania. Había sido condenado por racketeering y no cumplió con presentarse a cumplir su condena en marzo. La causa de su muerte se registró como cirrosis y una sobredosis de cocaína.

## En la ficción
En la película para televisión Getting Gotti (1994), Dellacroce es interpretado por Peter Boretski, en Gotti (1996), Dellacroce es interpretado por Anthony Quinn y en Boss of Bosses (2001), por Dayton Callie. Stacy Keach lo interpreta en la biopic de John Gotti Gotti (2018), dirigida por Kevin Connolly y protagonizada por John Travolta como Gotti. En la serie de televisión del 2018, Kingpin (2018), es interpretado por Ralph Bracco.